# Sigfrid Salko
Rådman Sigfrid Salko i Åbo var Finlands förste private bokförläggare. År 1646 gav han ut Jonas Mattiæ Raumannus Manuale finnonicus. Den trycktes på Peder Walds tryckeri.